# Inductivismo
El inductivismo es una teoría del método científico que consiste en elaborar teorías e hipótesis obtenidas por inducción a partir de observaciones.Este ha sido el método científico más común, pero también han surgido otras escuelas epistemológicas que han desarrollado otros, como el deductivismo.
El propósito de la lógica inductiva es el estudio de las pruebas que permiten medir la probabilidad de los argumentos, así como de las reglas para construir argumentos inductivos fuertes. A diferencia del razonamiento deductivo, en el razonamiento inductivo no existe acuerdo sobre cuándo considerar un argumento como válido. De este modo, se hace uso de la noción de «fuerza inductiva», que hace referencia al grado de probabilidad de que una conclusión sea verdadera cuando sus premisas son verdaderas. Así, un argumento inductivo es fuerte cuando es altamente improbable que su conclusión sea falsa si las premisas son verdaderas. Tradicionalmente se considera que el razonamiento inductivo es una modalidad del razonamiento que consiste en obtener conclusiones generales a partir de premisas que contienen datos particulares o individuales. Por ejemplo, a partir de la observación repetida de objetos o acontecimientos de la misma índole se establece una conclusión general para todos los objetos o eventos de dicha naturaleza.
El inductivismo se caracteriza por tener cuatro etapas básicas:
1. Observación y registro de todos los hechos.
2. Análisis y clasificación de los hechos.
3. Derivación inductiva de una generalización a partir de los hechos.
4. Contrastación.[3]

En una primera etapa se debe observar y registrar todos los hechos y luego analizarlos, para luego clasificarlos ordenadamente. A partir de los datos procesados, se deriva una hipótesis que solucione el problema basado en el análisis lógico de los datos procesados. Esta derivación de hipótesis se hace siguiendo un razonamiento inductivo. En la última etapa se deduce una implicación contrastadora de hipótesis. Esta implicación debería ocurrir en el caso de que la hipótesis sea verdadera. Así, si se confirma la implicación contrastadora de hipótesis, la hipótesis principal queda validada.
La utilización de este método puede llegar a organizar un campo Gestalt. Es por eso que la psicología actual sostiene que el inductivismo es demasiado subjetivo.